# 920-ті до н. е.
920-ті роки до н. е.  — десятиліття, що тривало з 929 до н. е. по 920 до н. е.

## Події
Відповідно до Біблії, похід Шешонка I на Юдею.

## Правителі
- фараони Єгипту Шешонк I та Осоркон I;
- цар Ассирії Ашшур-дан II;
- царі Вавилонії Мар-біті-аххе-іддін та Шамаш-мудаммік;
- ван Чжоу Му-ван.